# Michalis Kapsis
Michalis Kapsis (Grieks: Μιχάλης Καψής) (Piraeus, 18 oktober 1973) is een Grieks voormalig voetballer die speelde als centrale verdediger. Hij was een belangrijk onderdeel van het Griekse elftal dat het EK 2004 won.

## Carrière
- 1992-1993: Anagennisi Artas
- 1993-1998: Ethnikos Piraeus
- 1998-2004: AEK Athene
- 2004-2005: Girondins Bordeaux
- 2005-2007: Olympiakos Piraeus
- 2007-2008: APOEL Nicosia
- 2008-2010: Levadiakos
- 2010: Ethnikos Piraeus